# Mudcrutch (álbum)
Mudcrutch é o primeiro álbum de estúdio da banda americana de rock Mudcrutch, lançado em 29 de abril de 2008. O álbum foi gravado durante um período de duas semanas em agosto de 2007. Mudcrutch foi originalmente formado em 1970. A banda gravou várias demos e singles, mas nunca lançou um álbum. Mudcrutch foi dissolvido pela gravadora em 1975 e não tocou juntos novamente até gravar este álbum 32 anos depois. Após o rompimento inicial, os membros da banda Tom Petty, Mike Campbell e Benmont Tench formaram Tom Petty and the Heartbreakers.
O álbum entrou na parada da Billboard 200 nos EUA em 8º lugar, vendendo aproximadamente 38.000 cópias em sua primeira semana.

## Lista de músicas
| N.º            | Título                                       | Duração |  |
| 1.             | "Shady Grove"                                | 3:58    |  |
| 2.             | "Scare Easy"                                 | 4:35    |  |
| 3.             | "Orphan of the Storm"                        | 4:07    |  |
| 4.             | "Six Days on the Road"                       | 3:28    |  |
| 5.             | "Crystal River"                              | 9:29    |  |
| 6.             | "Oh Maria"                                   | 3:43    |  |
| 7.             | "This Is a Good Street"                      | 1:54    |  |
| 8.             | "The Wrong Thing to Do"                      | 4:10    |  |
| 9.             | "Queen of the Go-Go Girls"                   | 3:42    |  |
| 10.            | "June Apple"                                 | 2:25    |  |
| 11.            | "Lover of the Bayou"                         | 4:32    |  |
| 12.            | "Topanga Cowgirl"                            | 3:54    |  |
| 13.            | "Bootleg Flyer"                              | 3:48    |  |
| 14.            | "House of Stone"                             | 3:00    |  |
| 15.            | "Special Place" (iTunes bonus track)         | 4:41    |  |
| 16.            | "Scare Easy" (iTunes Bonus Video)            | 4:40    |  |
| 17.            | "The Wrong Thing to Do" (iTunes Bonus Video) | 4:06    |  |
| Duração total: | Duração total:                               | 65:49   |  |

## Pessoal
- Tom Petty - baixo, vocal principal
- Randall Marsh - bateria
- Tom Leadon - guitarra, voz, vocal principal em "Queen of the Go-Go Girls", co-vocal vocal em "Shady Grove"
- Mike Campbell - guitarra, bandolim
- Benmont Tench - teclados, vocais, vocal principal em "This Is a Good Street"